# 吳慈鶴
吴慈鹤（1778年—1826年），字韵皋，号巢松，清朝江苏省苏州府吴县（今属苏州市）人。清朝学者。
生於乾隆四十三年，少時随父吴俊在粤东為官，嘉庆十四年（1809年）己巳二甲第二名进士，改庶吉士，授翰林院编修，督学河南、山东，捐修三苏墓。官至翰林院侍读。卒于道光六年。著有《兰鲸录》、《凤巢山樵求是外编》等。